# Абельханов, Садык Фахретдинович
Садык Фахретдинович Абельханов (тат. Sadıq Fəxretdin uğlı Əbelxanov, Садык Фәхретдин улы Әбелханов; 2 [15] мая 1915 года — 27 сентября 1943) — участник Советско-финской и Великой Отечественной войн, Герой Советского Союза (1944), сержант.

## Биография
Родился в деревне Нижегородской губернии, в семье рабочего (отец работал на железной дороге).
Татарин. Работал в колхозе, затем переехал в Ленинград, где работал разнорабочим, слесарем на табачной фабрике им. Клары Цеткин, командиром отделения в отряде военизированной охраны Министерства связи СССР.
В конце 1936 года женился.
C 1938 года служил в армии. Участник советско-финской войны. Участвовал в прорыве «линии Маннергейма».
После демобилизации жил в Ленинграде, работал на Кировском заводе.
Во время Великой Отечественной войны повторно призван в ряды РККА Краснооктябрьским РВК, Горьковской области в сентябре 1942 года.
На фронте находился с октября 1942 года. Прошёл боевой путь от Сталинграда до Днепра.
В ночь на 27 сентября 1943 наводчик орудия (1248-й Запорожский истребительно-противотанковый артиллерийский полк РГК, 12-я армия, 3-й Украинский фронт) сержант Абельханов первым открыл огонь по немецким самолётам, бомбившим район переправы (за что ему была объявлена благодарность командира полка).
Одним из первых форсировал Днепр в районе села Губенское (Вольнянский район, Запорожская область) и спас моториста с подбитого катера. Участвовал в отражении 13 вражеских контратак. Заменив погибшего командира орудия, погиб в этом бою.
Указом Президиума Верховного Совета СССР от 19 марта 1944 года за образцовое выполнение боевых заданий командования на фронте борьбы с немецкими захватчиками и проявленные при этом отвагу и геройство младшему сержанту Абельханову Садыку Фахретдиновичу присвоено звание Героя Советского Союза (посмертно).
Похоронен в братской могиле в селе Войсковое Солонянского района Днепропетровской области УССР.

## Награды
- Медаль «Золотая Звезда» Героя Советского Союза
- Орден Ленина
- Медаль

## Память
Именем Героя названы улица и школа в селе Семёновка (Краснооктябрьский район, Нижегородская область), а также улица в селе Войсковое Солонянского района Днепропетровской области